# 冒險家樂園
《冒險家樂園》（英語：The Adventures），是香港亞洲電視1986年拍攝的民初電視連續劇，全劇共25集，監製莊偉建。主題曲由張立基主唱，而該劇於2010年7月重播。

## 演員表
- 汪　禹 飾 韓星馳
- 余安安 飾 舒麗盈
- 曹查理 飾 唐雅迪
- 區艷蓮 飾 柯羨婷
- 吳　剛 飾 常永和
- 羅樂林 飾 危靜川
- 朱慧珊 飾 葉雨晴
- 馬麗莉 飾 薛海韻
- 鄭　雷 飾 葉守權
- 鮑漢琳 飾 韓仲軒
- 黎　宣 飾 伍淑嫻
- 吳　回 飾 王照一
- 祁安業 飾 蝦
- 祁安鵬 飾 蟹
- 譚德成 飾 陳紹東
- 陳錦棠 飾 潘　耀
- 劉宗基 飾 生
- 王　力 飾 棠
- 方天量 飾 偉
- 邱大鵬 飾 源
- 陳麗雲 飾 護士長
- 鄧咪咪 飾 麥夫人
- 孫鏡鴻 飾 領　事
- 劉　準 飾 石探長
- 丁遠健 飾 大隻佬
- 劉桂芳 飾 艷　婦
- 石中玉 飾 甲板上夫婦
- 周　凌 飾 甲板上夫婦
- 曹達華 飾 舒承欣
- 梁舜燕 飾 蓮　母
- 劉惠群 飾 蓮
- 伍永森 飾 馬漢森
- 馬熙澄 飾 馬漢威
- 何家旺 飾 殺　手
- 方　洲 飾 驗屍官
- 阮令濤 飾 驗屍官副手
- 佘文炳 飾 七　叔
- 邱道光 飾 富
- 陳麗雲 飾 護士長
- 廖月然 飾 馮　安
- Anders Nelsson 飾 湯　臣
- 梁狄輝 飾 李初本
- 譚德成 飾 陳紹東
- 梁錦燊 飾 東　父